# Maucourt-sur-Orne
Maucourt-sur-Orne ist eine französische Gemeinde mit 49 Einwohnern (Stand: 1. Januar 2022) im Département Meuse in der Region Grand Est (vor 2016: Lothringen). Die Gemeinde gehört zum Arrondissement Verdun und zum Kanton Belleville-sur-Meuse. 

## Geographie
Maucourt-sur-Orne liegt etwa 23 Kilometer nordöstlich von Verdun. Umgeben wird Maucourt-sur-Orne mit den Nachbargemeinden Ornes im Westen und Norden, Gremilly im Norden und Nordosten, Gincrey im Osten, Mogeville im Osten und Südosten sowie Dieppe-sous-Douaumont im Süden und Südwesten.

## Bevölkerungsentwicklung
| Jahr                       | 1962 | 1968 | 1975 | 1982 | 1990 | 1999 | 2006 | 2019 |
| Einwohner                  | 122  | 70   | 63   | 54   | 44   | 44   | 47   | 51   |
| Quellen: Cassini und INSEE |      |      |      |      |      |      |      |      |

## Sehenswürdigkeiten
- Kirche Saint-Rémi aus dem 19. Jahrhundert, 1921 bis 1925 wieder errichtet

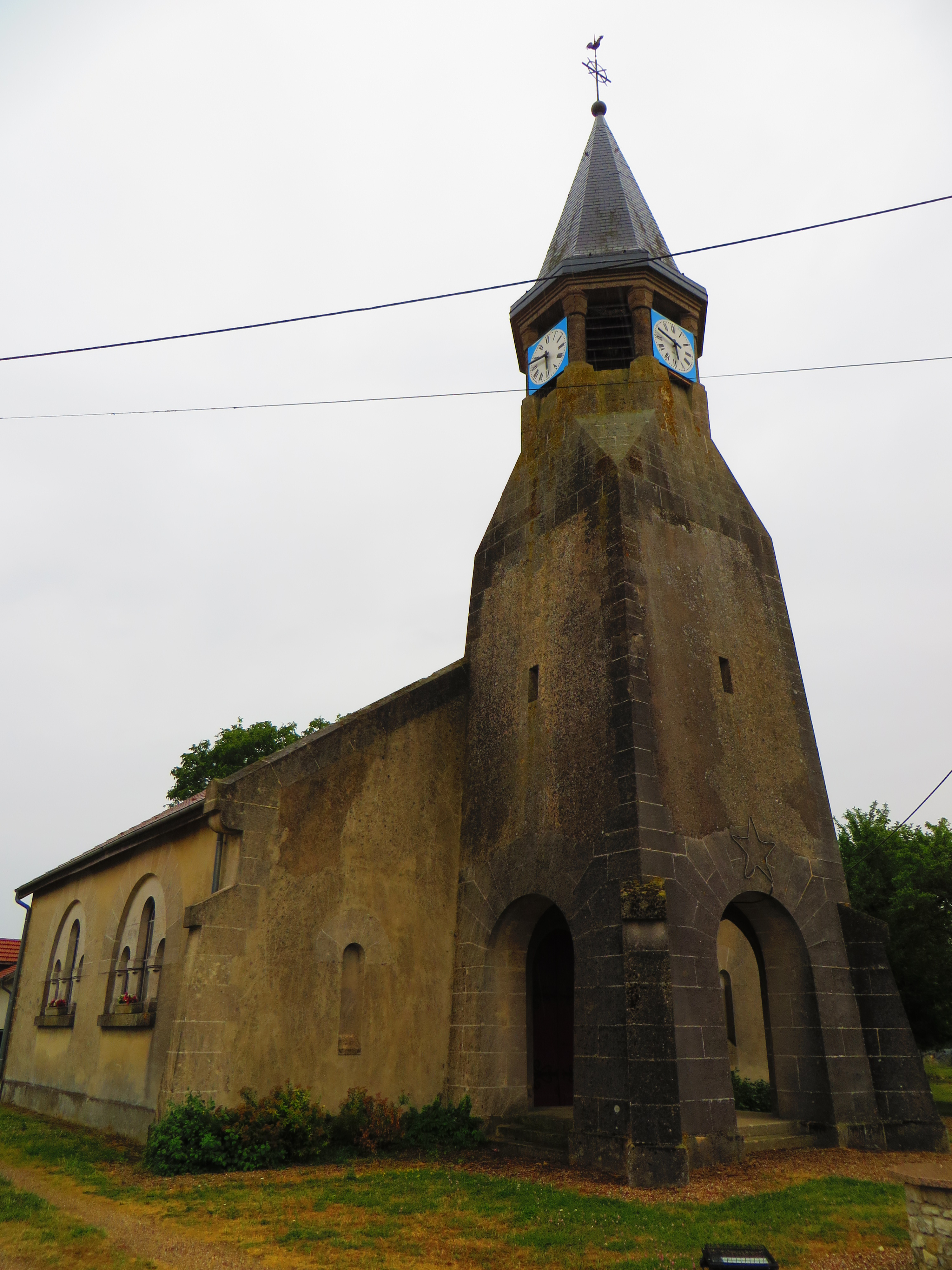
Kirche Saint-Rémi